# Jaroslav Dušek
Jaroslav Dušek (ur. 30 kwietnia 1961 w Pradze) – czeski aktor teatralny i filmowy.

## Filmografia
- 1999: Pod jednym dachem jako Saša Mašlaň
- 2000: Musimy sobie pomagać jako Horst Prohaska
- 2003: Pupendo jako Míla Břečka
- 2003: Żelary jako Nauczyciel Tkáč
- 2004: Na złamanie karku jako Pułkownik
- 2005: Szaleni jako Dr Murlloppe
- 2009: Operacja Dunaj jako Gustav Kapsa